# Pawtucket Red Sox
Die Pawtucket Red Sox sind ein Minor-League-Baseballteam aus Pawtucket, Rhode Island, welches in der International League (IL) in der North Division spielt. Die Red Sox sind aktuell das Level-AAA Minor League Team der Boston Red Sox und bestreiten ihre Heimspiele im rund 12.000 Zuschauer fassenden McCoy Stadium in Pawtucket.

## Geschichte
Die Red Sox wurden 1970 gegründet. Seit ihrer Gründung sind sie der Organisation des MLB-Teams der Boston Red Sox untergeordnet. Bis auf die Saison 1976, als man sich Rhode Island Red Sox nannte, wurde der Teamname nie verändert.
Die Red Sox sind Teil des längsten Spiels der Baseballgeschichte. Am 18. April 1981 wurde das Spiel gegen die Rochester Red Wings im 32. Inning beim Stand vom 2:2 abgebrochen und erst am 23. Juni desselben Jahres, als Rochester erneut gastierte, fortgesetzt. Die Red Sox punkteten gleich im ersten Inning und entschieden dadurch das Spiel für sich. Somit wurde der Sieger erst im 33. Inning ermittelt. Mit dabei waren die heutigen Hall-Of-Famers Cal Ripken Jr. und Wade Boggs.
Pawtucket konnte in seiner Geschichte bislang vier Minor-League-Titel gewinnen, drei davon in der International League. Letztmals gelang ihnen dies 2014.
2015 und 2016 wurde man Sechster bzw. Vierter in der North Division und verpasste dadurch die Playoffs.
Im Mai 2017 wurde bekannt, dass die Stadt Pawtucket und die Red Sox ein neues Stadion für $83 Millionen planen. Die Red Sox hätten damit die Sicherheit, ihre Franchise bis mindestens 2050 in Pawtucket zu halten.

## Stadion
Seit ihrer Gründung 1970 spielen die Red Sox im 11.982 Zuschauer fassenden McCoy Stadium. Das Stadion kostete damals rund $1,5 Millionen, was in heutiger Zeit etwa $22 Millionen ausmachen würde. 1998 wurde das Stadion für damals $15 Millionen renoviert und von 6.000 auf rund 12.000 Plätze vergrößert.